# Language poets
I Language poets (o L=A=N=G=U=A=G=E poets secondo la rivista dello stesso nome) sono un gruppo o una tendenza avanguardistica nella poesia degli Stati Uniti esistito dalla fine degli anni '60 e primi anni '70. 
La loro poesia enfatizza il ruolo del lettore, cercando di coinvolgerlo nella costruzione del significato del testo, e minimizza l'importanza della espressione personale del poeta. 
Molti dei Language poets hanno scritto saggi sulla loro poetica, come The New sentence di Ron Silliman (New York, Roof, 1987),  o The Language of Inquiry (Berkeley, University of California Press, 2000) della poetessa Lyn Hejinian. Tra gli altri poeti coinvolti in questo movimento: Charles Bernstein, Barrett Watten, Bob Perelman e Rae Armantrout.